# Dean Barton-Smith
Dean Barton-Smith (geb. Dean Bryan Smith; * 1. November 1967) ist ein ehemaliger australischer Zehnkämpfer.
1992 wurde er mit seiner persönlichen Bestleistung von 7964 Australischer Meister. Bei den Olympischen Spielen in Barcelona belegte er den 19. Platz. Er war damit der erste gehörlose Olympiateilnehmer Australiens.
1994 holte er erneut den nationalen Titel und wurde Vierter bei den Commonwealth Games in Victoria.
Viermal nahm er an den Deaflympics teil (1985, 1989, 1993 und 2005). Dabei gewann er 1989 die Goldmedaille im Zehnkampf, mit 7423 Punkten war es der Weltrekord im Gehörlosensport. Im Weitsprung gewann er die Goldmedaille 1989 und 1993. Auch 1993 holte er die Silbermedaille beim 100-Meter-Lauf und den 110 Meter Hürden sowie die Bronzemedaille im 200-Meter-Lauf. 2005 gewann er im Speerwurf und Kugelstoßen die Silbermedaille.
Für seine Verdienste um die Leichtathletik und den Gehörlosensport wurde er 1998 mit dem Edwin Flack Award ausgezeichnet und 2013 als Member (AM) in den Order of Australia aufgenommen.